# 冷色

暖色與冷色

冷色是指带有蓝色、青色、綠色、紫色等色调的色彩，因為蓝色使人联想到天空、水、冰等，使人感到凉爽或寒冷，所以冷是观
者的视觉心理感受。在艺术作品中，冷色会营造出宁静、感人的效果。另外冷色对人眼的刺激力较弱。又因为在同一距离，人對冷的色感觉比暖色远。冷色给人以后退、远离的感觉，所以冷色又称退色。而在冷色中，也有冷暖之分，如蓝色最冷，绿色最暖。